# Ближњи
Ближњи је српски филм из 2008. године. Режирао га је Миливоје Мишко Милојевић, а сценарио је написао Горан Петровић.
Сценарио је написан 2004 године. Настао је по мотивима прича "Речи", "Матица", "Случај у Балканској улици", "Прича" и "Ближњи" из збирки приповедака Горана Петровића "Острво и друге приче" и "Ближњи".

## Кратак садржај
Од зоре до сумрака и поновног свитања, у току 24 сата, јунаци овог филма доживљавају сусрет са својом судбином. То је прича о успешном бизнисмену Храниславу (игра га Миодраг Кривокапић), који долази да посети своју љубави из младости, времешну Станиславу(игра је Милена Дравић). Њихов сусрет, у организацији младог брачног пара (играју их Бојана Стефановић и Небојша Миловановић), открива сву трагику живота испуњеног изневереним надама и очекивањима. Писац Горан Петровић, истовремено прати и животне судбине осталих станара те својеврсне " вавилонске куле" у центру Београда: старог Божидара Гостиљца, којег игра Ђуза Стоиљковић, младог и амбициозног Јакова кога тумачи Драган Мићановић и заставника Андрију Гавровића у изведби Боре Стјепановића. Сусрет са анђелом (игра га Тихомир Станић), све ће их променити. Попут житеља митског Вавилона, станари ове зграде непогрешиво осећају да ништа више неће бити исто у времену које долази...

## Улоге
| Глумац                     | Улога                 |
| -------------------------- | --------------------- |
| Боро Стјепановић           | Андрија Гавровић      |
| Властимир Ђуза Стојиљковић | Божидар Гостиљац      |
| Милена Дравић              | Станислава            |
| Миодраг Кривокапић         | Хранислав             |
| Драган Мићановић           | Јаков                 |
| Тихомир Станић             | Прилика               |
| Небојша Миловановић        | Владимир              |
| Бојана Стефановић          | Ива                   |
| Бранка Шелић               | Филика                |
| Тиња Дошен                 | Ана                   |
| Александар Лазић           | Данило                |
| Горан Даничић              | зидар                 |
| Огњанка Огњановић          | Андријина жена        |
| Ненад Маричић              | Андријин син          |
| Мила Манојловић            | Андријина снаја       |
| Радмила Радовановић        | Службеница на станици |